# Odiseas Eskidzoglu
Odiseas Eskidzoglu (gr. Οδυσσέας Εσκιτζόγλου, ur. 3 maja 1932 w Pireusie, zm. 26 sierpnia 2018 tamże) – grecki żeglarz sportowy, mistrz olimpijski z Rzymu.
Zawody w 1960 były jego pierwszymi igrzyskami olimpijskimi. Triumfował w klasie Dragon, na łodzi Nirefs. Załogę tworzyli również późniejszy król Grecji Konstantyn II i Jeorjos Zaimis. Brał udział także w Igrzyskach Olimpijskich w Tokio i Meksyku.